# Tessaradoma
Tessaradoma is een geslacht van mosdiertjes uit de  familie van de Tessaradomidae en de orde Cheilostomatida

## Soorten
- Tessaradoma boreale (Busk, 1860)
- Tessaradoma flustroides (Calvet, 1931)
- Tessaradoma gracile (Sars, 1850)
- Tessaradoma sinulabiata David & Pouyet, 1986

Niet geaccepteerde soorten:
- Tessaradoma brevissima Hayward, 1981 → Galeopsis brevissimus (Hayward, 1981)
- Tessaradoma circella Hayward & Cook, 1979 → Galeopsis circella (Hayward & Cook, 1979)